# Fukierowie

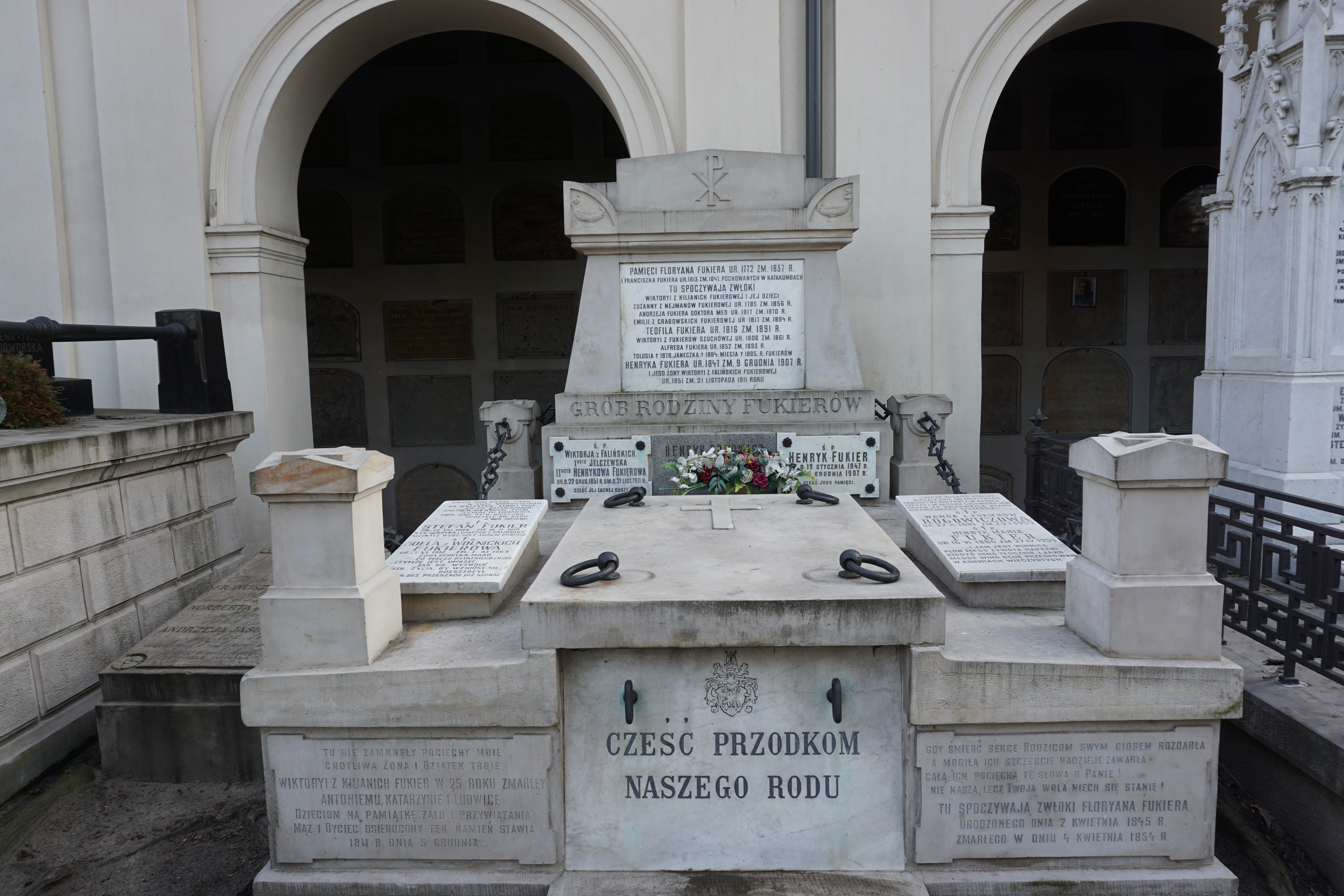
Grób rodzinny Fukierów na Cmentarzu Powązkowskim

Fukierowie – rodzina kupców warszawskich, spokrewnionych z augsburskimi Fuggerami.
W 1810 r. Florian Fukier (1772–1836) nabył kamienicę przy Rynku Starego Miasta, która odtąd stanowiła dziedziczną własność rodziny. Ostatni z rodu, Henryk Maria Fukier, zmarł bezpotomnie w 1959 r.